# GPX4
GPX4 (англ. Glutathione peroxidase 4) – білок, який кодується однойменним геном, розташованим у людей на короткому плечі 19-ї хромосоми. Довжина поліпептидного ланцюга білка становить 197 амінокислот, а молекулярна маса — 22 175.
| 10         |  | 20         |  | 30         |  | 40         |  | 50         |
| ---------- |  | ---------- |  | ---------- |  | ---------- |  | ---------- |
| MSLGRLCRLL |  | KPALLCGALA |  | APGLAGTMCA |  | SRDDWRCARS |  | MHEFSAKDID |
| GHMVNLDKYR |  | GFVCIVTNVA |  | SQGKTEVNY  |  | TQLVDLHARY |  | AECGLRILAF |
| PCNQFGKQEP |  | GSNEEIKEFA |  | AGYNVKFDMF |  | SKICVNGDDA |  | HPLWKWMKIQ |
| PKGKGILGNA |  | IKWNFTKFLI |  | DKNGCVVKRY |  | GPMEEPLVIE |  | KDLPHYF    |

A: Аланін

C: Цистеїн

D: Аспарагінова кислота

E: Глутамінова кислота

F: Фенілаланін

G: Гліцин

G: UГліцин

H: Гістидин

I: Ізолейцин

K: Лізин

L: Лейцин

M: Метіонін

N: Аспарагін

P: Пролін

Q: Глутамін

R: Аргінін

S: Серин

T: Треонін

V: Валін

W: Триптофан

Кодований геном білок за функціями належить до оксидоредуктаз, пероксидаз, білків розвитку. 
Локалізований у цитоплазмі, мітохондрії.